# Barmas del zar Alejo I de Rusia

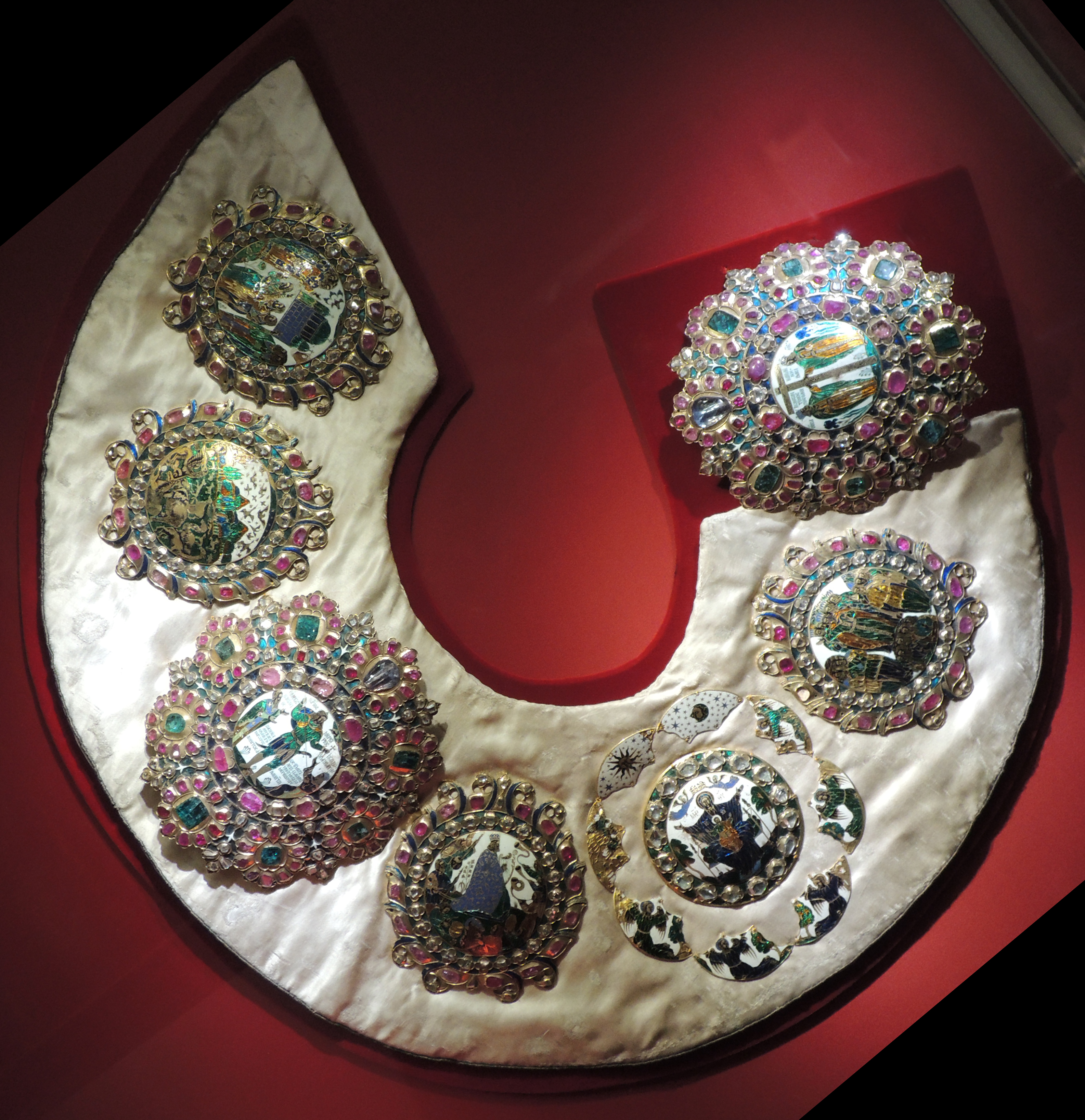
Barma de Alejo I de fabricación griega

Las barmas del zar Alejo I son uno de las atavíos imperiales más valiosos de Rusia, conservadas en la colección de cámara de la Armería del Kremlin de Moscú (número de inventario Р-12/1-7).

## Historia
Durante la época de Alejo I, una parte significativa de su atávio imperial fue realizado por maestros orfebres griegos, residentes en Constantinopla. En 1662, el comerciante y joyero griego Iván Yúriev llevó un orbe al zar, así como las barmas.

## Descripción

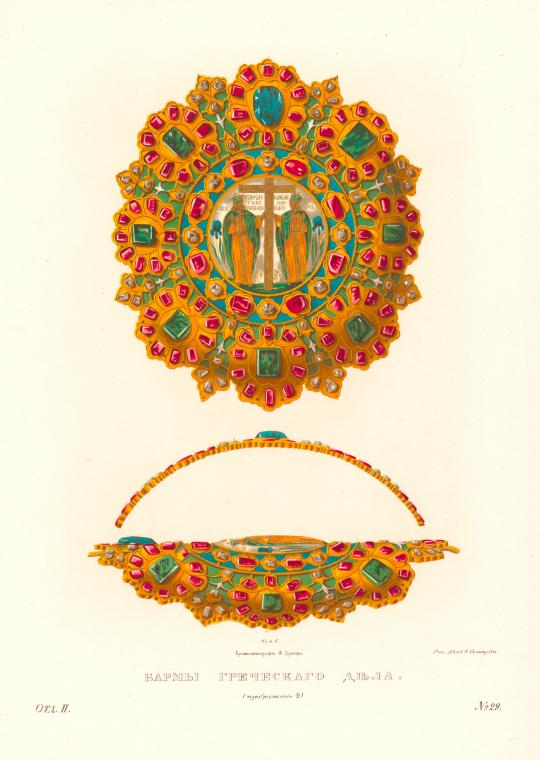
Dibujo en «Antigüedades» de Fiódor Sólntsev

Las barmas son mantos o cuellos cortos anchos que cubren el torso y espalda alrededor de los hombros, embellecidas con piezas metálicas que contienen imágenes religiosas y gemas cosidas a ellos, y los del zar Alejo I consisten en 7 medallones de metal precioso esmaltado y ricamente decorados con piedras preciosas.
En los tres medallones grandes se representan:
1) en el dosel redondo delantero - la Madre de Dios con un recién nacido, Jesús y el Evangelio.
2) en el dosel redondo derecho - los Santos Constantino y Elena con la Cruz del Señor.
3) en el dosel redondo izquierdo se representa un milagro de San Mercurio frente al emperador Julián el Apóstata.
Sobre cuatro pequeños:
1) Canto de salmos del rey David.
2) Creación del mundo.
3) Imágenes de reyes, apóstoles y justos.
4) Descenso del Espíritu Santo.
Como señalan fuentes antiguas de la armería del Kremlin, la barma se hizo «usando el patrón de la barma del emperador Constantino». Las inscripciones bordadas en ellas están escritas en griego.
En total, los 7 medallones contienen 248 diamantes y otras 255 gemas. Según la descripción de 1702, las barmas se valoraron en 3.917 rublos.